# Bank of America Plaza (Dallas)
Bank of America Plaza är en 72 våningar hög skyskrapa i Dallas, Texas. Byggnaden är med sina 281 m den högsta i Dallas, och den 28 högsta i USA. Byggnaden används som kontor, och färdigställdes 1985. Den är byggd i en modernistisk stil. Genom åren har Bank of America Plaza genomgått en rad namnbyten, och har under perioder haft namnen: InterFirst Plaza, NCNB Plaza, och NationsBank Plaza.